# Зигисмунд III (Анхалт)
Зигисмунд III фон Анхалт (на немски: Sigismund III von Anhalt, „patronus Clericorum“, * 1456, † 27 ноември 1487 в Десау) от род Аскани е княз на Анхалт-Десау (1471–1487).
Той е вторият син на княз Георг († 1474) и четвъртата му съпруга Анна († 1513), дъщеря на граф Албрехт VIII фон Линдов-Рупин (1406 – 1460). Зигисмунд е по-малък брат на Ернст († 1516) княз на Анхалт-Десау, и по-голям брат на Георг II († 1509) княз на Анхалт-Кьотен, и Рудолф IV († 1510) княз на Анхалт-Бернбург. Неговият по-голям полубрат е Валдемар VI († 1508) княз на Анхалт-Кьотен.
Баща му Георг се отказва от управлението през 1470 г. в полза на четирите си синове, които разделят страната. През 1471 г. братята разделят страната. Княжеството Анхалт-Бернбург братята трябва да управляват заедно. Зигисмунд III получава княжество Анхалт-Десау заедно с брат му Ернст.
Зигисмунд III отива през 1476 г. на поклонение до Йерусалим заедно с херцог Албрехт от Саксония, но в Родос тежко се разболява и трябва да се върне. Той умира неженен и бездетен в Десау, пръв от четиримата му управляващи братя.